# Bathurst Inlet

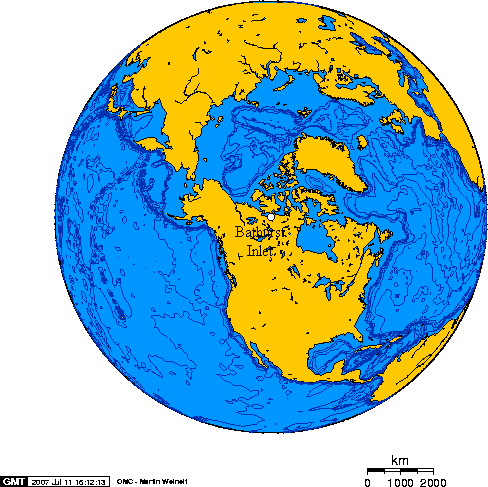
Projeção ortográfica sobre a entrada de Bathurst em Nunavut.

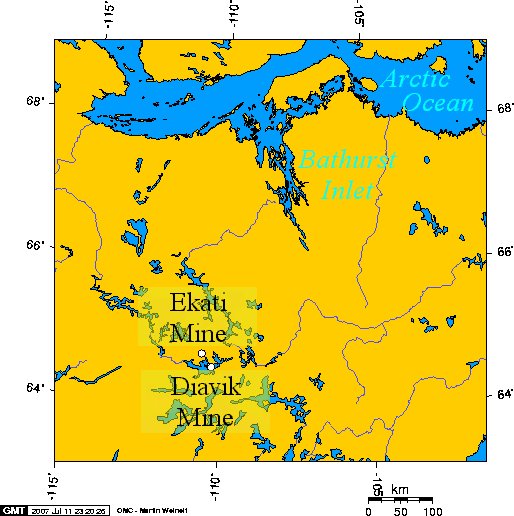

Bathurst Inlet é uma profunda enseada ao longo da costa norte do Canadá. O seu nome deriva de Kingoak (Qingaut, montanha com nariz), que também é usada para se referir ao povoado de Bathurst Inlet.